# دنیای پرامید (فیلم ۱۳۹۱)
دنیای پرامید فیلمی ایرانی به کارگردانی منوچهر هادی و نویسندگی سعید دولت‌خانی محصول سال ۱۳۹۱ است.

## خلاصه فیلم
ماجرای فیلم حول محور یک خانواده است که بار مسئولیت و فشار مالی خانواده بر روی دوش مادر است، زیرا پدر خانواده سالهاست که بر اثر سانحه‌ای از کار افتاده‌است. منصور پسر خانواده بعد از به هم زدن نامزدی اش با دختر عمه متمول خود و شروع یک رابطه عاطفی با دختر ی همسطح خودش، اقدام به سرقت از یک طلافروشی میکند تا دیه و دیون برادرش مرتضی که فراری است را بپردازد. بعد از دستگیری منصور به دلیل سرقت یک ماشین و آزادی به قید اخذ سند که صاحبکار مادر خانواده گرو گذاشته، مجدداً اقدام به سرقت مسلحانه یک بانک می‌کند، که مجدداً توسط پلیس دستگیر می‌شود. صاحبکار مادر خانواده در انتهای فیلم پول زیادی به او می‌دهد وی نیز آنرا به مرتضی دیگر پسر خود می‌دهد.

## بازیگران
| بازیگر             | نقش       |
| ------------------ | --------- |
| محمد رضا داوودنژاد | قاسم      |
| زهره حمیدی         | گوهر      |
| مهدی سلوکی         | منصور     |
| مجید سعیدی         | مرتضی     |
| خاطره حاتمی        | نسترن     |
| مریم خدارحمی       | مهتاب     |
| صدیقه کیانفر       | بهجت خانم |
| کاظم افرندنیا      | هاشم      |
| محمدرضا امیرصادقی  |           |